# Pilar Bueno Ibáñez
Pilar Bueno Ibáñez (Sos del Rey Católico, 1912-Madrid, 5 de agosto de 1939), modista de profesión, fue una de Las Trece Rosas, mujeres españolas fusiladas el 5 de agosto de 1939 en las tapias exteriores del cementerio de la Almudena tras acabar la guerra civil, junto a 46 hombres, acusados todos de pertenecer a las Juventudes Socialistas Unificadas (JSU) o al Partido Comunista de España (PCE).

## Biografía
Nacida en Sos del Rey Católico, un pueblo de Zaragoza, vivía desde los 4 años en casa de sus tíos en la calle del Príncipe de Vergara. Era modista de profesión y trabajaba en un taller que cosía para gente adinerada. Recibía un escaso jornal, por lo que se veía obligaba a prolongar su jornada, ya que tras la muerte de su tío, su sueldo se había convertido en el único ingreso de la familia. Las duras condiciones de trabajo le había hecho tomar conciencia revolucionaria. Escribió una autobiografía, que figura en su expediente 30.426, que formaba parte de los archivos del PCE.
Al comenzar la guerra civil trabajó como voluntaria en una de las numerosas casas cuna, que se abrieron al iniciar la guerra para recoger a los huérfanos y a los hijos de los milicianos que marchaban al frente. Este trabajo y la ayuda prestada por la Unión Soviética a la República la animaron a afiliarse al PCE en 1936.
Hasta diciembre de 1936 tuvo carnet del Quinto Regimiento de Milicias del PCE. Llevó las cuentas del radio Norte, un sector de partido en la ciudad, y se incorporó a la Escuela de cuadros del partido. Llegó a ser secretaria de Organización del radio Norte. A principios de febrero de 1939 figuraba como miembro del último Comité Provincial del PCE, antes de que se produjera el golpe del coronel Casado.
Al acabar la guerra no tuvo contacto con nadie hasta que, a finales de abril, la mujer de Federico Bascuñana, uno de los encargados de reorganizar el partido en la capital, entró en contacto con ella. Su domicilio se convirtió en el centro de la unión de la nueva dirección del partido. Se encargó de crear ocho sectores en Madrid y fue elegida responsable de Organización del Comité de Madrid. Bascuñana contactó también con Dionisia Manzanero Salas.
Tras ser detenida el 16 de mayo, entró en la cárcel de mujeres de Ventas el 17 de ese mismo mes de 1939.
En el expediente núm. 30. 426, una testigo, sin aludir directamente a Pilar, menciona que en el domicilio de Blanca Brissac (otra de las Trece Rosas), se planeaba un intento de complot contra el general Franco el día del desfile en el primer Año de la Victoria; sin embargo, esta circunstancia, considerada hoy en día como incierta, fue descartada, no siendo acusada de ello. El asesinato de Pilar, junto al de las Trece Rosas y los Cuarenta y tres Claveles, es considerado como una represalia por el atentado que realizaron otros tres militantes de las JSU contra el Comandante de la Guardia Civil y miembro del Servicio de Información y Policía Militar franquista, Isaac Gabaldón, su hija y el conductor José Luis Díez Madrigal.
Sin embargo, Pilar nunca fue acusada de ello, al no haber tenido ninguna de las rosas relación con dicho hecho, ya que estaban encarceladas al momento de suceder.
Fue condenada a muerte por ser probado que era «miembro del comité provincial, teniendo por misión la de favorecer mediante suscripciones a los presos y ayudar a la recogida de armas, así como organizar la sección femenina».

## Reconocimientos
Pilar Jurado, sobrina nieta de Bueno Ibáñez compuso una obra in memoriam.